# Novo Brasil
Novo Brasil es un municipio brasileño del estado de Goiás, fundado por paranaenses, que vinieron para el centro del país en busca de una vida mejor formando así un poblado, que después vino a ser emancipado el 9 de diciembre de 1958. Sus santos padroeiros son Nuestra Señora Aparecida y São Sebastião, conmemorados siempre durante los meses de octubre y julio, respectivamente, con grandes fiestas. Su población estimada en 2000 era de 4.181 habitantes. 